# Hypolimnas macularia
Hypolimnas macularia är en fjärilsart som beskrevs av Jean-Baptiste Capronnier 1889. Hypolimnas macularia ingår i släktet Hypolimnas och familjen praktfjärilar. Inga underarter finns listade i Catalogue of Life.